# Рапана венозна
Рапана венозна (Rapana venosa) — найбільший черевоногий молюск фауни України.

## Поширення
Природний ареал охоплює моря Далекого Сходу. У 1947 році молюск вперше був знайдений у Чорному морі у Новоросійській бухті, куди потрапив скоріш за все з баластними водами кораблів. Після цього масово розселився по всій акваторії Чорного моря. Зустрічається також у Азовському морі. Також рапана заселила Середземне море, її окремі екземпляри знаходили у Егейському, Адріатичному морях, біля берегів Уругваю та США (Чесапікська затока).

## Будова

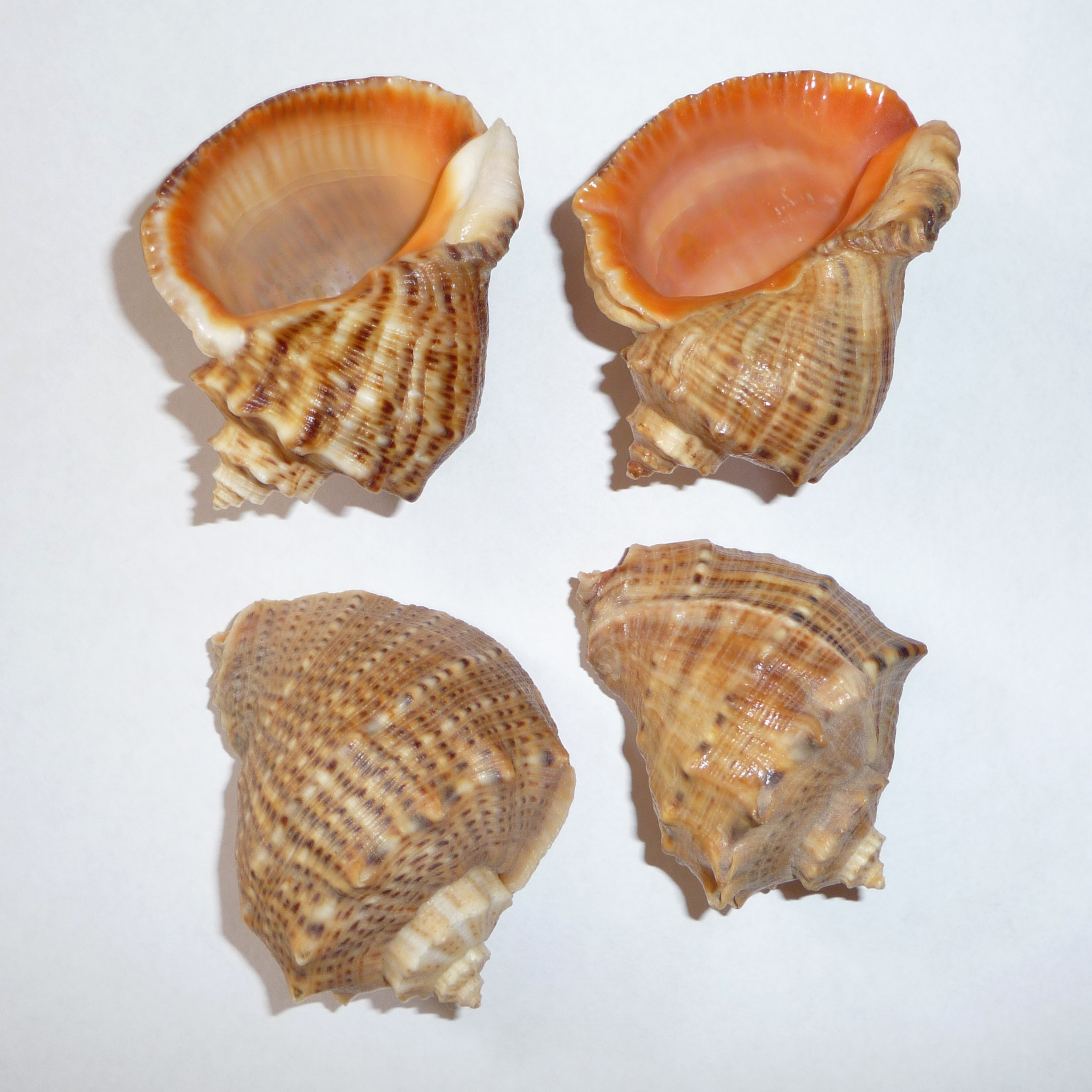
Забарвлення черепашок рапани

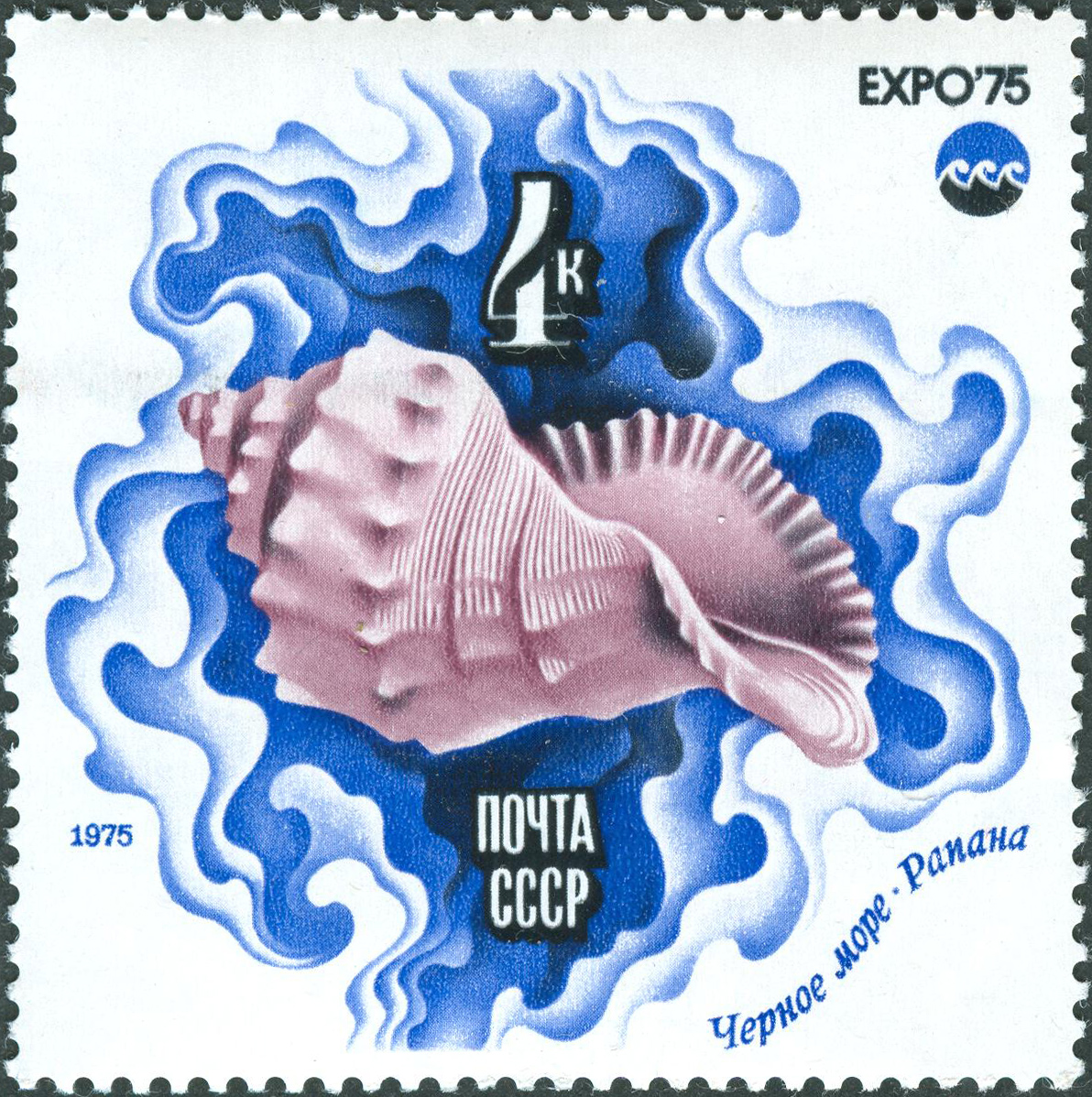
Поштова марка СРСР із зображенням рапани

На батьківщині молюска (Далекий Схід) черепашки молюсків досягають у довжину 190 мм, у висоту 160 мм, у Чорному морі вони дрібніші, зазвичай довжина до 120 мм (іноді до 150 мм), висота до 100 мм. Діаметр завитка 28—37 мм. Вага дорослих молюсків до 350 г, вага черепашки до 170 г. Черепашка яйцеподібно-конічна, з 7 — 8 обертами. Отвір черепашки прикритий кришечкою. Забарвлення зовнішньої поверхні від біло-жовтуватого до червоно-коричневого, іноді з темними смугами та плямами. Внутрішня поверхня червоно-помаранчева або коричнева, рідко біла, іноді з темними смугами.

## Спосіб життя
Тривалість життя до 15 років. Зустрічається на будь-якому ґрунті на глибинах від 0 до 50 м. Ненажерливий хижак, живиться двостулковими молюсками, на батьківщині переважно устрицями, у Чорному морі — устрицями (популяцію яких майже повністю знищив), гребінцями та мідіями. Молоді рапани просвердлюють черепашки мідій твердим язиком — радулою, дорослі особини відкривають стулки м'язовим зусиллям. Через те що молюск має дуже тверду черепашку, природних ворогів у дорослих особин у Чорному морі немає. На батьківщині ворогами рапани є морські зірки, але оскільки солоність Чорного моря невелика, в ньому вони відсутні. Планктонних личинок рапани, які не мають твердих покривів, споживають деякі риби. У холодну пору року рапани занурюються глибоко в ґрунт та впадають в анабіоз.

## Розмноження
Рапани роздільностатеві, статевої зрілості у Чорному морі досягають на 2 рік, при довжині раковини 35—75 мм. Самці зовнішнім виглядом не відрізняються від самиць. Нерест протягом всього літа на глибинах 10—20 м. На початку літа можна спостерігати «весілля рапанів» — кілька десятків самців та самиць збираються у щільні групи для парування. Після запліднення самиці відкладають яйця у кокони з міцною оболонкою, довжиною 12—18 мм, які мають вигляд щіток. У кожному коконі 200–1000 яєць. Розвиток зародків у коконах триває близько місяця. Личинки планктонні, розміри при виході з кокону від 0,4 до 0,8 мм, вони деякий час вони плавають (30—60 діб), потім осідають на дно та набувають вигляду дорослих особин.

## Значення

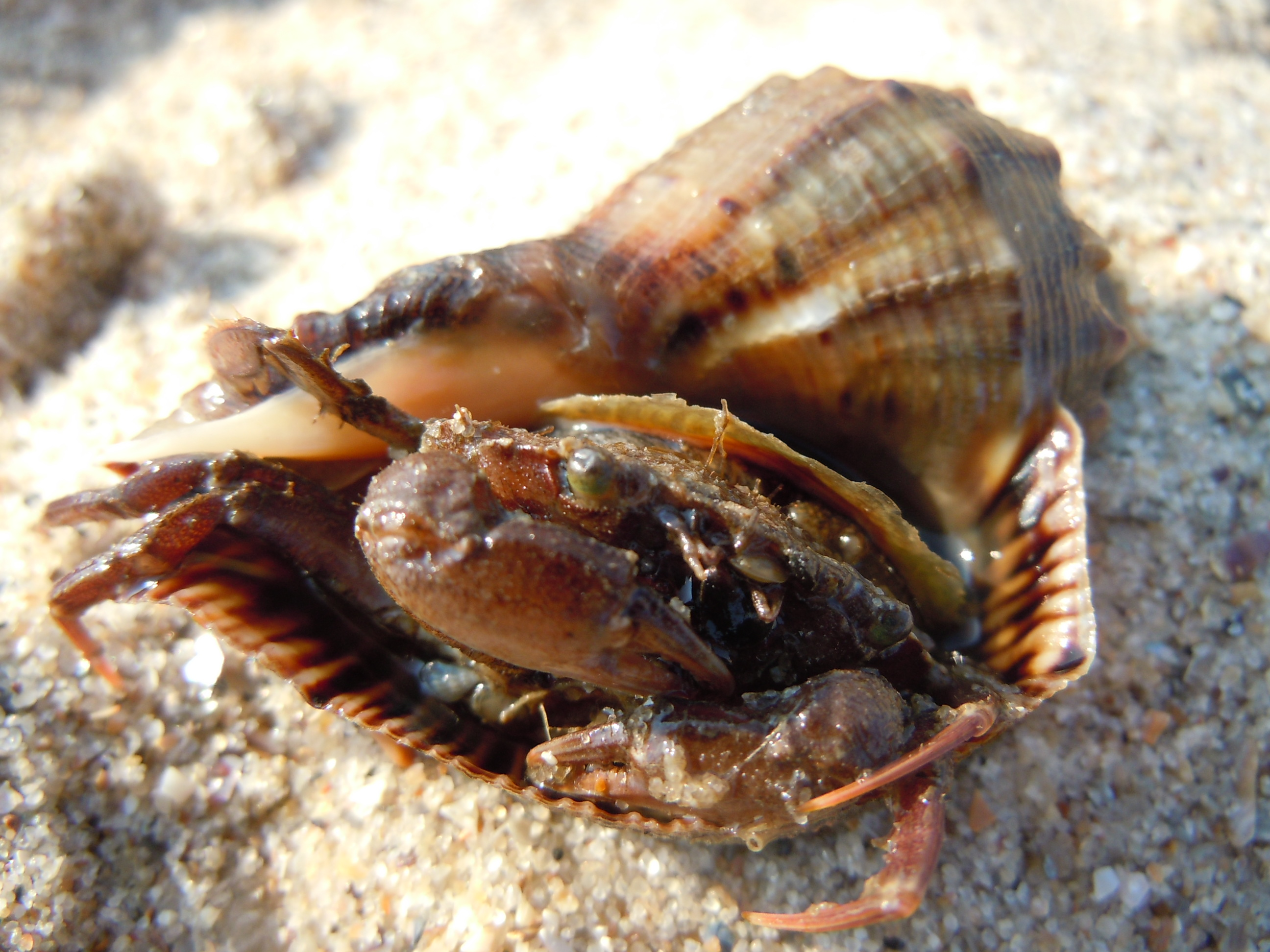
Рапана напала на краба трав'яного (Carcinus aestuarii)

Рапана завдала дуже великої шкоди екосистемі Чорного моря. Відсутність природних ворогів сприяла неконтрольованому росту чисельності рапани, а наявність стадії планктонної личинки — широкому її розселенню. Вона майже повністю знищила популяцію устриць (Ostrea edulis), також суттєво підірвала чисельність мідій, зруйнувала так званий пояс мідій (Mytilus galloprovincialis), який тягнувся уздовж всього узбережжя моря та виконував роль біофільтра, очищаючи воду від органіки. Внаслідок великої чисельності популяції молюск набув промислового значення, його м'ясо використовується у їжу, зокрема експортується в азійські країни (особливо цінується у Японії). З черепашок молюсків виготовляють сувеніри, черепашка рапани стала своєрідною візитною карткою чорноморських курортів.